# Stora Mellösa
Stora Mellösa – miejscowość (tätort) w środkowej Szwecji, w regionie administracyjnym (län) Örebro (gmina Örebro).
Miejscowość jest położona w prowincji historycznej (landskap) Närke, ok. 20 km na południowy wschód od centrum Örebro.
W Stora Mellösa znajduje się kościół z początku XII w., gruntownie przebudowany w latach 1830–1836.
W 2010 roku Stora Mellösa liczyła 776 mieszkańców.